# Montagne à Simoneau
Montagne à Simoneau är ett berg i Kanada.   Det ligger i provinsen Québec, i den sydöstra delen av landet, 300 km öster om huvudstaden Ottawa. Toppen på Montagne à Simoneau är 620 meter över havet.
Terrängen runt Montagne à Simoneau är platt åt sydost, men åt nordväst är den kuperad.Trakten runt Montagne à Simoneau är nära nog obefolkad, med mindre än två invånare per kvadratkilometer.. Närmaste större samhälle är Saint-Joseph-de-Coleraine, 17,4 km öster om Montagne à Simoneau.
I omgivningarna runt Montagne à Simoneau växer i huvudsak blandskog.